# Johann Ludwig Apinus

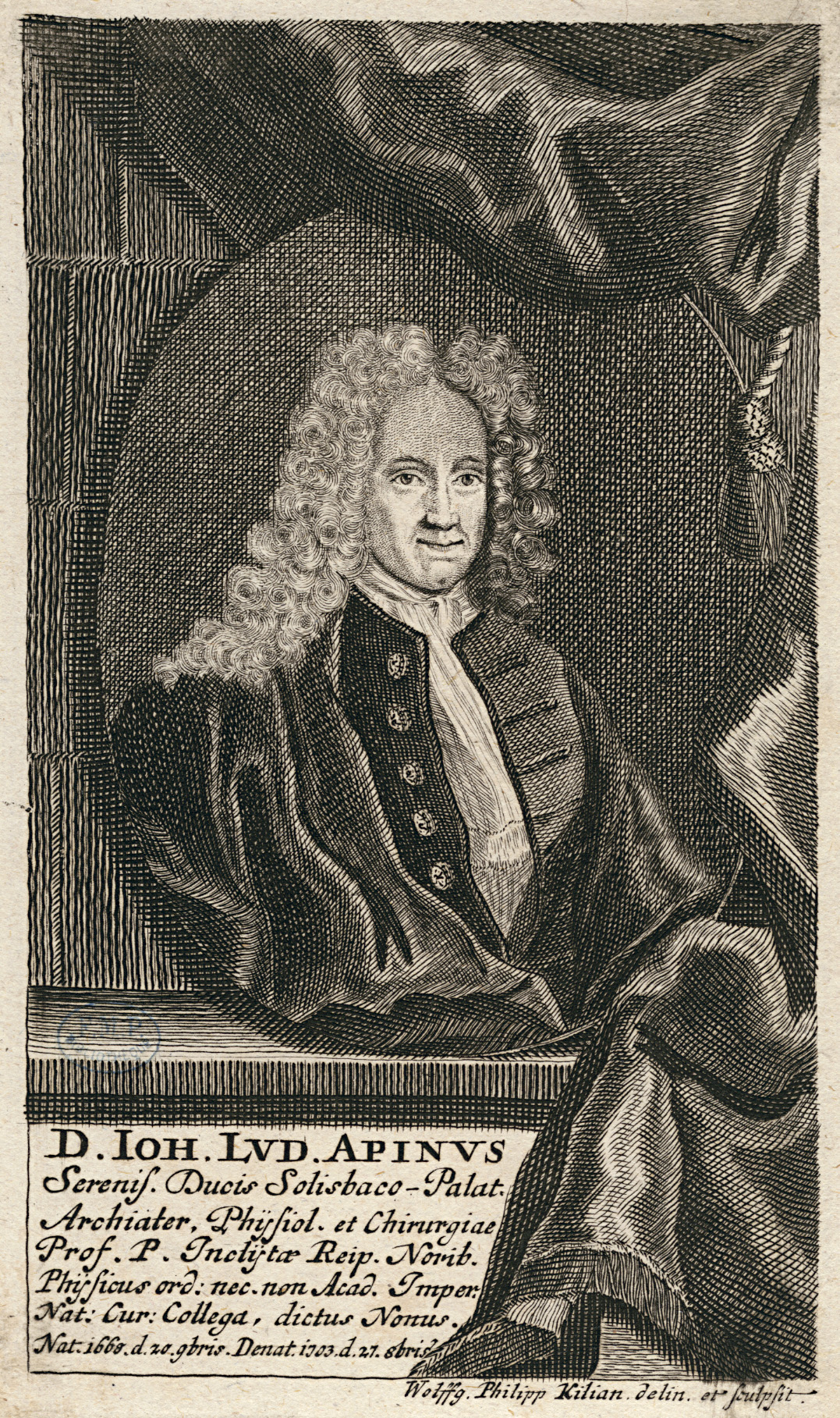
Johann Ludwig Apinus

Johann Ludwig Apinus (eigentlicher Familienname Biene; getauft 20. November 1668 in Öhringen; gestorben 28. Oktober 1703 in Altdorf) war ein deutscher Arzt.

## Leben
Johann Ludwig Apinus war ein Sohn von Johann Friedrich Apinus (* 1631; † 1680), der in Öhringen den Beruf eines Pastors ausübte, und der Euphrosina Maria, geb. Rueb (* 1643; † 1726), Tochter eines in Öhringen ansässigen Händlers. Obwohl sein Vater nicht die Mittel hatte, ihm eine höhere Ausbildung zu ermöglichen, ging er 1686 nach Altdorf, wo er Medizin studierte. Um seinen Lebensunterhalt zu verdienen, arbeitete er während des Studiums als privater Nachhilfelehrer für  jüngere Studenten der Universität und als Korrektor in der Druckerei von Johann Paul Meyer. 1690 wurde er Lizenziat der Medizin und ließ sich in seiner Heimat als Arzt nieder. Aufgrund drohender Kriegsgefahren begab er sich schon im nächsten Jahr nach Nürnberg. Dort promovierte er und wurde noch im selben Jahr Physikus in Hersbruck. 1695 wurde er unter dem Namen Nonus auch Mitglied der Academia Naturae Curiosorum, zu deren Berichten er diverse medizinische Beiträge verfasste.
Der Herzog von Pfalz-Sulzbach bestellte Apinus 1697 zu seinem Leibarzt. 1699 wurde Apinus in das Medizinal-Kollegium von Nürnberg aufgenommen. Dann folgte er einem Ruf der Universität Altdorf und trat dort 1702 sein Amt als Professor der Physiologie und Chirurgie mit einer Rede de Temperamentis an, starb aber schon am 28. Oktober 1703 nach einem Fieberanfall. Er war in zweiter Ehe mit der Apothekerstochter Susanna Maria, geb. Funck, verheiratet gewesen und hatte vier Kinder, u. a. den Philologen und Pädagogen Siegmund Jakob Apinus (* 1693; † 1732). Sein Bildnis wurde von Wolfgang Philipp Kilian in Kupfer gestochen.
Noch vor seiner Promotion hatte Apinus mehrere medizinische Beiträge geschrieben und ein Buch über Flatulenz unter dem Titel Aeolus, sive disquisitio physico-pathologica de flatibus (Altdorf 1687) veröffentlicht. Von seinen Werken ist aber insbesondere hervorzuheben sein anschaulicher Bericht über die 1694–95 in Hersbruck aufgetretene Typhus-Epidemie (Febris epidemicae, anno 1694 et 1695, in Noricae ditionis oppido Hersprucensi et vicino tractu grassari deprehensae, tandemque petechialis redditae, historica relatio …, Nürnberg 1697). Darin verfocht er die Theorie der Chemiatrie und darauf basierende Therapien. Außerdem wies Apinus in diesem Buch zuerst auf den therapeutischen Nutzen der Cascarilla hin. Diese sollte die Chinarinde als Heilmittel ersetzen. Apinus, der den Lehren Georg Ernst Stahls anhing, verfasste ferner, der Chemiatrie und dem Stahlianismus huldigende, fünf Dissertationen über das Lebensprinzip (Dissertationes V de principio vitalis, Altdorf 1702–03) sowie Programma de Περιεργια Hippocratica (Altdorf 1702). Die beiden letztgenannten und einige weitere seiner Werke wurden 1718 postum von seinem Sohn unter dem Titel Fasciculus  dissertationum academicarum publiziert. Er hinterließ auch ein Manuskript über periodisch auftretende und andere Fieberkrankheiten, das Johann Christoph Götz als  Collectanea de febribus praecipue intermittentibus (Nürnberg 1726) herausgab.
Die in Nürnberg gelegene Apinusstraße erhielt ihren Namen nach Johann Ludwig Apinus.